# Roanoke Valley Rampage
Roanoke Valley Rampage byl profesionální americký klub ledního hokeje, který sídlil ve Vintonu ve Virginii. V letech 1992–1993 působil v profesionální soutěži East Coast Hockey League. Rampages ve své poslední sezóně v ECHL skončily v základní části. Své domácí zápasy odehrával v hale LancerLot Sports Complex. Klubové barvy byly modrá, červená a bílá.
Založen byl v roce 1992 po přejmenování týmu Roanoke Valley Rebels. Zanikl v roce 1993 přestěhováním do Huntsvillu, kde byl založen tým Huntsville Blast.

## Přehled ligové účasti
Zdroj: 
- 1992–1993: East Coast Hockey League (Východní divize)